# Phlegmariurus oellgaardii
Phlegmariurus oellgaardii är en lummerväxtart som först beskrevs av A. Rojas, och fick sitt nu gällande namn av B. Øllg. Phlegmariurus oellgaardii ingår i släktet Phlegmariurus och familjen lummerväxter. Inga underarter finns listade i Catalogue of Life.